# Religion aux Îles Salomon
Aux Îles Salomon, situées en Océanie, la majorité de la population est chrétienne, surtout protestante. La dénomination la plus importance est l'anglicanisme. 

## Démographie
Selon le recensement de 2019, la population des Îles Salomon est de 720 956 habitants. Seules 1 200 personnes déclarent ne pas avoir de religion, soit 0,1% de la population.
Dans le pays, il y a 93% de chrétiens. Plus précisément, 73% de la population appartient à une dénomination protestante : 232 000 personnes à l'Église de Mélanésie (32%), 124 000 à l’Église pentecôtiste South Seas Evangelical Church (en) (17%), 83 000 à l'Église adventiste du septième jour (12%) et presque 67 000 à l'Église méthodiste unie (10%). Le reste des 20% appartiennent à l’Église catholique (144 000 personnes). D'autres dénomination chrétiennes comme les Témoins de Jéhovah (14 000) ou les baptistes (2 000) sont aussi présentes en minorité.
4 100 personnes, soit 0,5% de la population, indiquent une croyance animiste. 1 100 personnes sont musulmanes.

## Dénominations

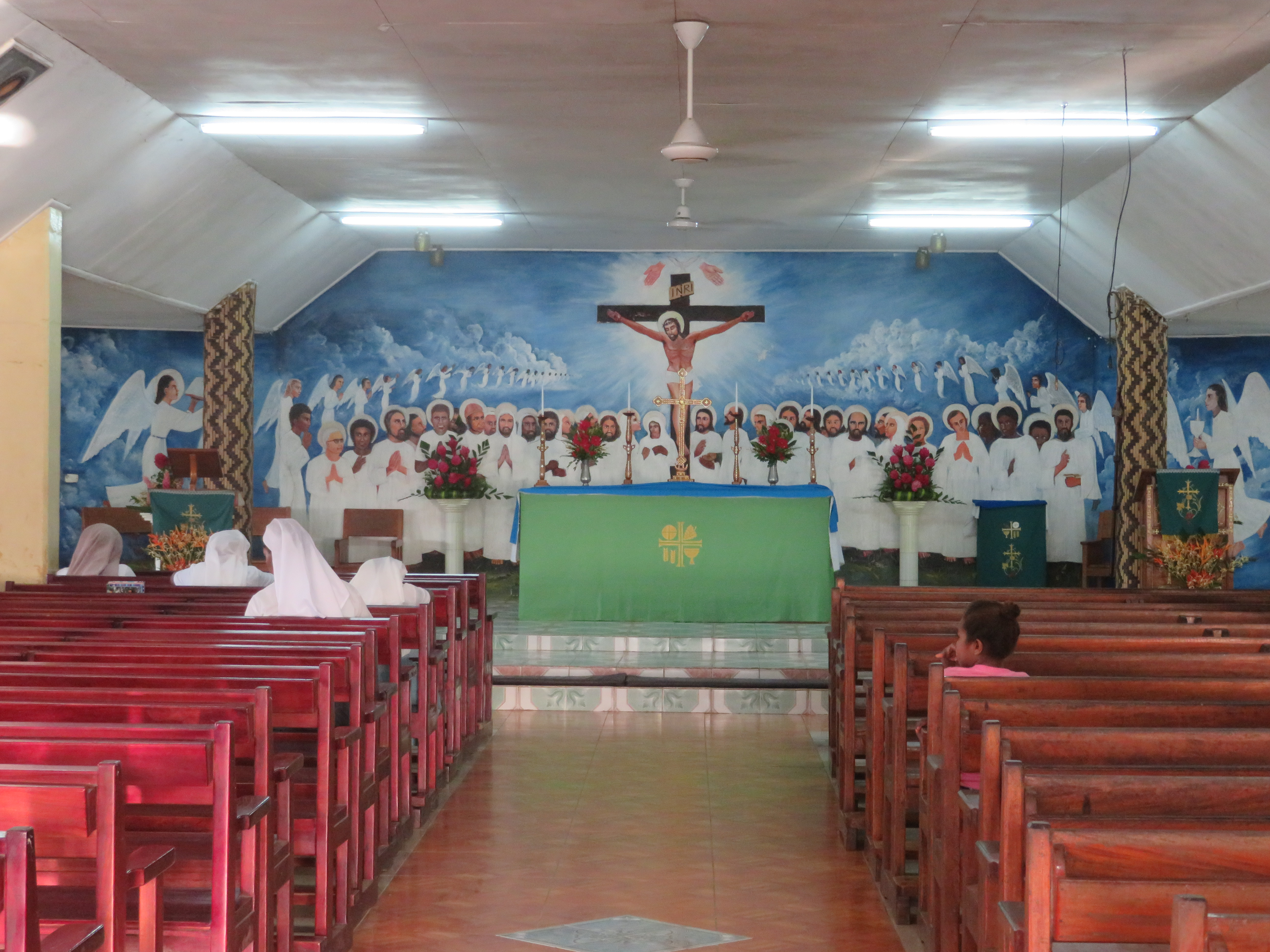
Église anglicane de All Saints Church à Honiara.

### Église de Mélanésie
32% de la population s'identifie à l'Église anglicane de Mélanésie (en). Le pays est couvert par plusieurs diocèses : Diocèse d'Ysabel (crée en 1975 et qui a ses quartiers à Jejevo sur l'île Santa Isabel), celui de Central Melanesia (crée la même année et qui possède six paroisses à Honiara, la capitale), celui de Tenoru (crée en 1981 pour les îles Anuta et Tikopia), celui de Hanuatoo (crée en 1991 et établi à Kirakira), celui de Central Salomons (crée en 1997 et qui comprend les îles de Ngella et Savo), celui de Guadalcanal (crée en 2013 et qui comprend une partie de Honiara), celui de Southern Malaita and Sikaiana (crée en novembre 2024 et qui comprend les îles de Malaita, Maramasike et Sikaiana). 

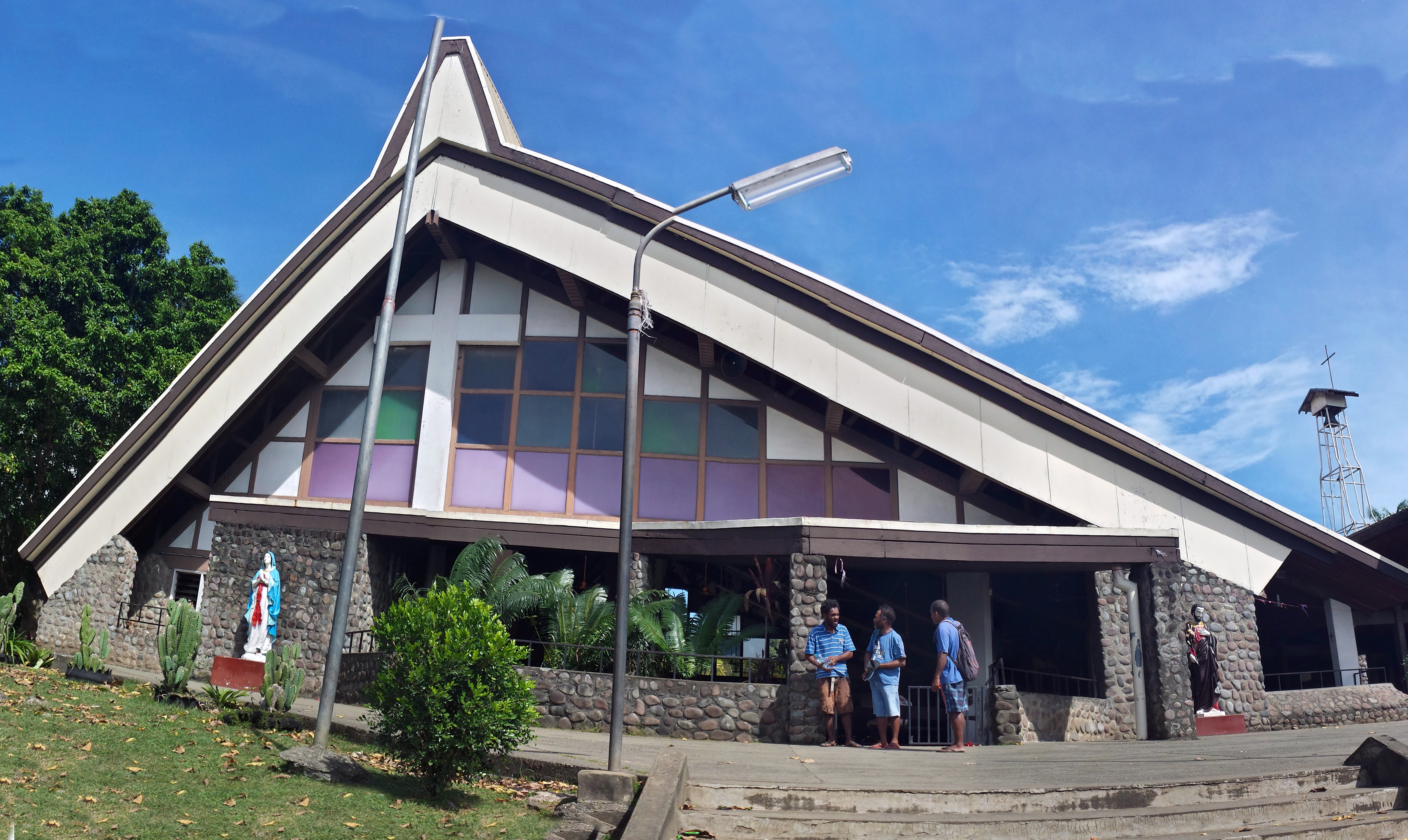
Église catholique de Holy Cross Catheral à Honiara.

### Église catholique
Les missionnaires chrétiens qui évangélisent le pays au XIXe siècle sont principalement issus de la Société de Marie.
Les Îles Salomon sont divisées en trois diocèses catholiques : Honiara, Gizo et Auki. En 2022, il y a 100 prêtres et 35 paroisses.

### South Seas Evangelical Church
L’Église évangéliste des Mers du Sud (South Sea Evangelical Church) est pentecôtiste et est la troisième dénomination la plus présente aux Îles Salomon.
L'organisation est fondée en 1886 sous le nom de Queensland Kanaka Mission dans le Queensland en Australie. Elle a alors pour but de convertir les kanaka (en), des travailleurs venus de plusieurs îles du Pacifique, dont les Îles Salomon. La South Seas Evangelical Mission est créée en 1904 afin d'accompagner les travailleurs qui rentraient sur leur terre natale et de maintenir leur foi. L’Église sous le nom qu'elle a aujourd'hui est établie en 1964.

### Animisme
Les pratiques animistes issues des croyances qui précédent la colonisation et la christianisation des Îles Salomon se concentrent sur la vénération des ancêtres. La croyance en des esprits, qui étaient parfois associés à des animaux, est aussi présente.
En 1982, l'anthropologiste Roger M. Keesin publie un livre intitulé Kwaio Religion: The Living and the Dead in a Solomon Island Community, qui s'intéresse aux pratiques spirituelles traditionnelles du peuple Kwaio (en), situé sur l'île de Malaita et qui se montra résistant à la christianisation.

### Islam
L'Islam est présent en minorité dans le pays. Cette religion est introduite au début des années 1980. Le premier missionnaire musulman, issu de la foi ahmadiste est le ghanéen Hafiz Jibrail, qui visite le pays pendant trois ans entre 1987 et 1990. Une communauté s'établit alors. En 1998, le recensement des Îles Salomon indique qu'il y a 12 musulmans dans le pays. Entre 2000 et 2005, un autre missionnaire est envoyé et la communauté grandit jusqu'à atteindre 1000 membres. Le siège de la communauté se situe à Honiara. La branche sunnite de l'Islam fait son apparition en 1995.

## Liberté de culte
La Constitution des îles Salomon consacre la liberté de religion. 
Toutes les organisations religieuses ont l'obligation de s'enregistrer auprès du gouvernement. L'enseignement dans les écoles publiques inclut une heure optionnelle d'éducation religieuse, dont le contenu est déterminé par l'Association Chrétienne des Îles Salomon (SICA), une organisation qui rassemble les cinq principales dénominations chrétiennes présentes dans le pays. Une éducation religieuse non-chrétienne peut être accordée sur demande. Le gouvernement subventionne les écoles et les centres médicaux gérés par des organisations religieuses.
En 2024, les Îles Salomon sont notées 4 sur 4 en matière de liberté religieuse par Freedom House.